# 텔레2

텔레2가 현재 운용하고 있는 국가는 녹색, 더 이상 운용하지 않는 국가는 빨간색으로 표시되어 있다.

텔레2(Tele2)는 스웨덴 스톡홀름 시스타에 본사를 둔 스웨덴의 통신회사이다. 스웨덴, 러시아, 에스토니아, 라트비아, 리투아니아의 주요 전화 운용사이다. 텔레2는 T모바일 네덜란드의 주식 25%를 차지하고 있다.
텔레2는 1993년 기업 인베스트먼트 AB 키네빅에 의해 스웨덴에서 전기통신기업으로 시작했다.

## 같이 보기
- 텔레2 아레나